# Massively multiplayer online role-playing game

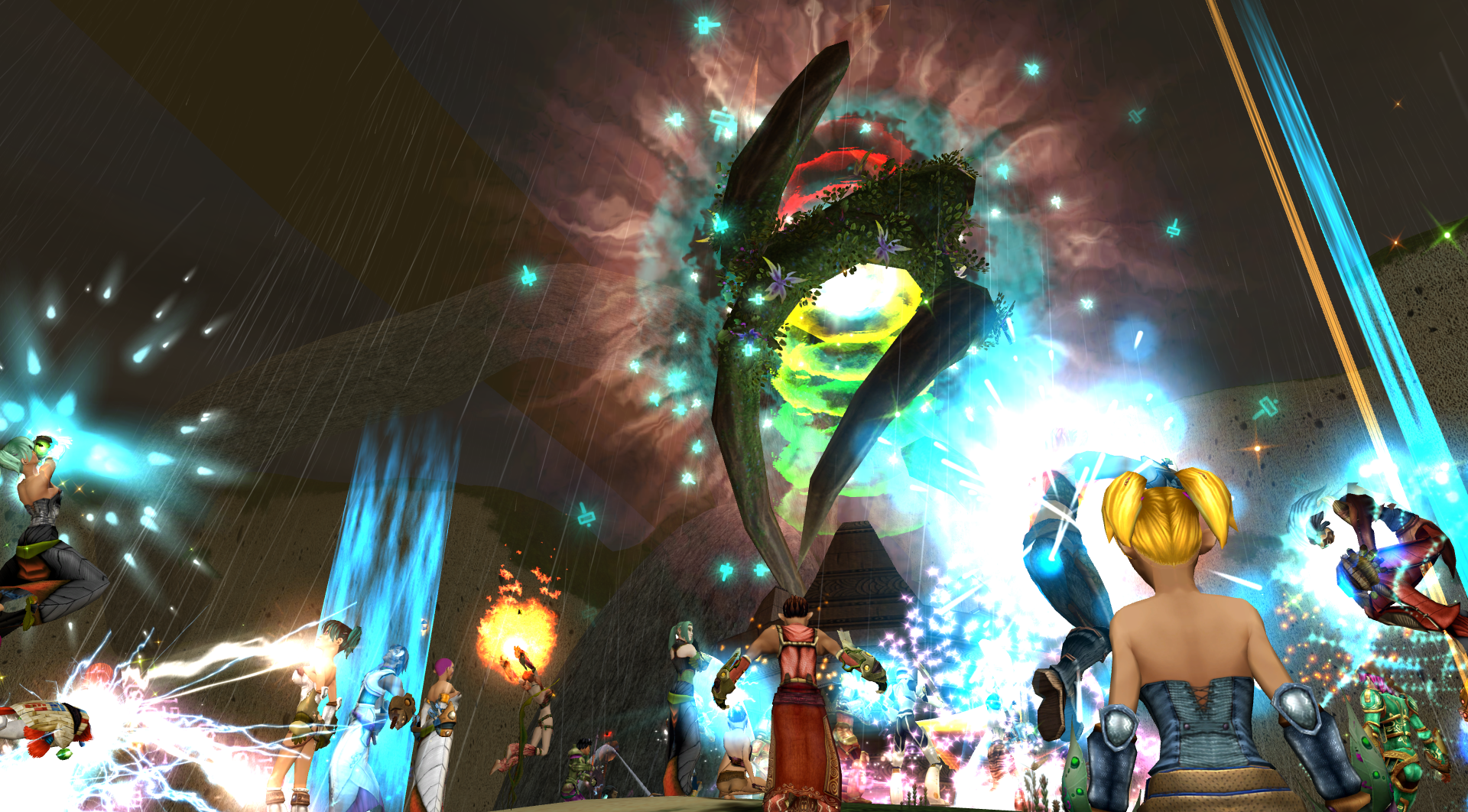
Ryzom, een open-source MMORPG

Een massively multiplayer online role-playing game (MMORPG) is een genre van rollenspel (RPG) waarbij een groot aantal spelers via het internet interactie met elkaar hebben.
Zoals in alle RPG's nemen spelers de rol van een avatar op (meestal in een fantasiewereld) en hebben ze de controle over de talrijke acties van hun avatar. MMORPG's onderscheiden zich van single-player- of kleine multiplayer-RPG's door het grote aantal spelers en door de "persistente virtuele wereld" (meestal gehost door de uitgever van het spel) die continu blijft bestaan en evolueert wanneer de spelers offline zijn.

## Kosten en opbrengsten
Veel MMORPG's vereisen een abonnement, andere MMORPG's zijn gratis. Soms zijn dit bèta's of versies die beperkter zijn dan de versie waarvoor betaald moet worden. Een andere mogelijkheid is dat het spelen zelf gratis is, maar dat er tegen betaling voorwerpen of speelgeld verkregen kunnen worden.
MMORPG's worden overal ter wereld gespeeld. Wereldwijde inkomsten van MMORPG's overschreden de grens van een half miljard Amerikaanse dollar in 2005 en de Westerse inkomsten 1 miljard dollar in 2006. In 2008 gaven Westerse spelers 1,4 miljard dollar aan MMOG-abonnementen uit.

## Geschiedenis

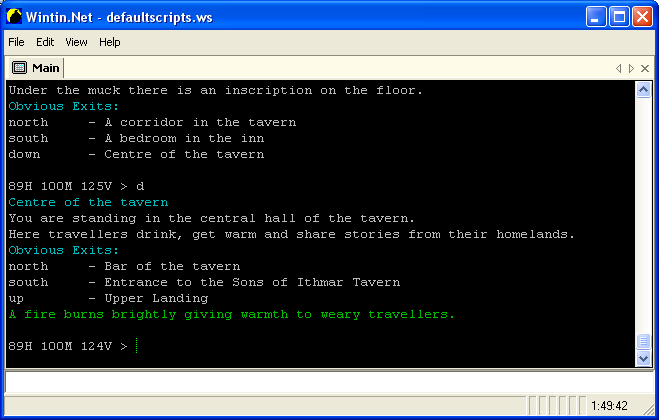
Een eerste multi-user spel

De term MMORPG werd in 1997 bedacht door Richard Garriott, de uitvinder van Ultima Online. Voor die tijd noemde men dit soort games grafische MUD's; de sporen van de geschiedenis van de MMORPG's gaan rechtstreeks terug via het MUD-genre.
Door deze connectie kunnen de wortels van de MMORPG's teruggevonden worden in de eerste multi-user games zoals Mazewar (1974) en MUD1 (1978). In 1985 werd Island of Kesmai, een "roguelike" (pseudo-grafisch) MUD, voor het CompuServe-netwerk ontwikkeld, en produceerde LucasArts de grafische MUD Habitat (spel). De eerste volledig grafische multi-user RPG was Neverwinter Nights, dat in 1991 door America Online werd uitgebracht en persoonlijk als beste MUD game was gekroond door AOL president Steve Case. Andere vroege grafische online RPG's zijn drie games op The Sierra Network: The Shadow of Yserbius in 1992, The Fates of Twinion in 1993, en The Ruins of Cawdor in 1995. Een andere mijlpaal kwam in 1995 toen NSFNET-beperkingen werden opgeheven, wat het internet openstelde voor game-ontwikkelaars en daarmee de eerste echte "massively multiplayer" RPG's toeliet. Uiteindelijk kwamen de eerste MMORPG's, zoals ze tegenwoordig gedefinieerd worden, uit in 1996; Meridian 59 was vernieuwend, zowel in de reikwijdte als in het aanbieden van first-person 3D-graphics, en The Realm Online kwam bijna op hetzelfde moment uit. Ultima Online, uitgebracht in 1997, was de MMORPG die volgens velen het genre voor het eerst populair maakte, hoewel er meer mainstream aandacht was voor EverQuest (1999) in het Westen en voor Nexus: The Kingdom of the Winds (1996) in Azië.
Het financiële succes van deze eerste titels heeft ervoor gezorgd dat er sinds die tijd concurrentie was in dit genre. MMORPG-games bestaan nu ook al voor consoles en andere platformen waardoor deze spelers een hogere en kwaliteitsvolle spelervaring kunnen genieten. De markt wordt momenteel gedomineerd door Blizzard Entertainments World of Warcraft, als grootste "pay-to-play" MMORPG. In 2011 is er een nieuwe MMORPG op de markt gekomen met de naam Star Wars: The Old Republic, die volgens velen World of Warcraft van de troon zal stoten. Ook bestaan er "free-to-play"-MMORPG's die financieel ondersteund worden door advertenties en aankopen in het spel zelf. Dit model is vooral bekend van Koreaanse MMORPG's zoals Maplestory, Rohan: Blood Feud en Atlantica Online. Ook bestaan er free-to-playgames zoals RuneScape en Tibia, waar het spel gratis is, maar men maandelijks moet betalen om meer mogelijkheden in het spel te krijgen. Guild Wars is een uitzondering; dit spel voorkomt concurrentie met andere MMORPG's door alleen geld te vragen voor de eerste aanschaf van het spel.

## Gemeenschappelijke kenmerken

### Thema's
De meerderheid van de populaire MMORPG's zijn gebaseerd op traditionele fantasiewerelden, vaak voorkomend in een in-game-universum vergelijkbaar met Dungeons & Dragons. Sommige spelontwikkelaars vervangen deze fantasiewerelden door elementen uit de sciencefiction, Zwaard en Magie of Crime Fiction. Toch zijn er ontwikkelaars die thema's gebruiken uit Amerikaanse strips. Vaak zijn deze elementen ontwikkeld met behulp van vergelijkbare taken en scenario's met betrekking tot opdrachten, monsters en loot (de beloning die je krijgt na het verslaan van een monster of het oplossen van een opdracht).

### Ontwikkeling
In bijna alle MMORPG's is de ontwikkeling van een eigen avatar het hoofddoel. Hierbij verdienen de spelers dan ervaringspunten voor hun acties. Deze ervaringspunten zorgen ervoor dat je als speler hogere levels bereikt; dit maakt de speler beter in wat ze doen. Traditioneel, vechten met monsters en opdrachten tot een goed einde brengen voor NPC's, alleen of in een groep, zijn de beste manieren om ervaringspunten te verdienen. De accumulatie van rijkdom (inclusief bruikbare gevechtsitems) is ook een manier om vooruitgang te boeken in vele MMORPG's, en opnieuw wordt dit traditioneel het beste bereikt via gevechten. De cyclus, geproduceerd door deze condities, van gevechten die leiden naar nieuwe items die je toelaten om nog meer te vechten zonder verandering in de gameplay, wordt soms kleinerend grinding of farming genoemd. De RPG Progress Quest werd dan gemaakt als parodie op deze trend. EVE Online, dat bijna alle traditionele spelelementen van MMORPG's doorbrak, traint de vaardigheden van de speler in het echte leven in plaats van hem zomaar iets te laten doen.
De traditie in dit genre is de uiteindelijke vraag naar spelers om samen te werken met anderen, om vooruitgang te boeken met optimale snelheid. Dit heeft soms tot gevolg dat spelers hun agenda in het echte leven aanpassen, om de fictieve wereld waarin ze spelen bij te houden. Een goed voorbeeld hiervan is dat spelers items moeten ruilen om bepaalde doelen te bereiken, of met veel spelers in een team moeten samenwerken om krachtige tegenstanders te verslaan.

### Sociale interactie
MMORPG's hebben bijna altijd een functie in het spel die communicatie tussen spelers mogelijk maakt. Veel MMORPG's stellen in-gamehulp ter beschikking voor guilds/clans (dit hangt af van de ontwikkelaar, of ze de spelers steunen of niet).
Daarnaast vereisen de meeste MMO's een bepaalde graad van teamwork voor sommige delen van het spel. Deze opdrachten vereisen spelers die bepaalde rollen opnemen in een groep, zoals het beschermen van de andere spelers door de aandacht van de monsters op hen te richten (de 'Tank'), zorgen dat er genoeg schade wordt aangericht aan het monster (de 'DPS', schade per seconde), iedereen in leven houden door ze te genezen (de 'Healers').
MMORPG's beschikken over Game Moderators of Game Masters (vaak afgekort als GM), dit kunnen betaalde werknemers of onbetaalde vrijwilligers zijn die proberen hulp aan te bieden in het spel aan de spelers. Deze hulp kunnen ze niet altijd even snel aanbieden omdat sommige games zoals World of Warcraft meer dan 12 miljoen spelers bevat. Sommige GM's hebben toegang tot plaatsen en informatie van het spel die niet voor de spelers toegankelijk zijn.

#### Roleplaying
De meeste MMORPG's bieden verschillende types van klassen aan waaruit de spelers kunnen kiezen. De meest voorkomende klassen in MMORPG's zijn Tovenaar, Vechter, Dief en Boogschutter. Met deze klassen zijn de spelers aangemoedigd om een bepaalde rol te spelen met hun avatar, met regels, functionaliteit en andere die pogen tot dit doel. Sommige MMORPG's bieden "roleplay-only"-servers aan die interactie tussen spelers via tekens zoals :D, lol, roflmao en XD verbieden voor de spelers die zich willen onderdompelen in een op deze manier. Er bestaan gemeenschappelijke middelen zoals fora en handleidingen om hulp te bieden bij deze speelstijl. Als een speler bijvoorbeeld wenst om in een priester rol te spelen kan hij zijn kledij aanpassen door een gewaad, een staf, sandalen enzovoort aan te kopen in een winkel in het spel of door te ruilen met andere spelers. Hij kan dan priester vaardigheden leren, praten en zich gedragen als een priester en interactie hebben met andere spelers zoals een priester het in het echte leven ook zou doen.
In deze roleplayingservers zijn er ook tal van guilds/clans aanwezig die zich richten op diepgaande verhalen met behulp van de omgeving en middelen die zich in het spel bevinden.

## Technologie
Een MMORPG is een voorbeeld van een client/server architectuur. De computer die gebruikt wordt door een speler draait een client. Deze client communiceert met een centrale server die gegevens bevat over de in-game wereld en de status van de andere spelkarakters in deze wereld. De server zorgt ervoor dat alle clients die ermee verbonden zijn over dezelfde informatie beschikken, voor zover dat relevant is.

## Populariteit
Volgens een schatting uit 2006 spelen 15 miljoen mensen wereldwijd een of meer MMORPG's.
Een van de populairste MMORPG is World of Warcraft. Het hoogtepunt werd bereikt in 2010, toen meer dan 12 miljoen spelers maandelijks betaalden of om een bepaald aantal maanden om online hun character te creëren, en verder te evolueren. Tegenwoordig zijn daarvan nog 6,8 miljoen spelers over, al is wel de verwachting dat de nieuwe uitbreiding (World of Warcraft: Legion) opnieuw spelers zal aantrekken.

## Distributed-denial-of-serviceaanvallen
Een relatief nieuw fenomeen in MMORPG's is denial-of-serviceaanvallen of afgekort DoS. Dit fenomeen vindt vooral plaats op MMORPG's die ook player versus player of PvP aanbieden. Wanneer twee spelers een gevecht met elkaar aangaan, kan een speler een DDoS-aanval uitvoeren. Daardoor heeft hij een groot voordeel op de andere en maakt hij dus meer kans om te winnen.